# کیلوثانیه
کیلوثانیه (به انگلیسی: Kilosecond) با نماد Ks یک واحد زمان برابر با ۱۰۰۰ ثانیه (۱۶ دقیقه و ۴۰ ثانیه) است. یک روز کامل (۲۴ ساعت) برابر ۸۶٫۴ کیلوثانیه و یک هفته ۶۰۴٫۸ کیلوثانیه است.
کیلوثانیه ترکیبی از واحد اس‌آی ثانیه و پیشوند کیلو به معنای ۱۰۰۰ است. اگرچه سیستم متریک اصرار به استفاده از واحد کیلوثانیه دارد اما به ندرت از این واحد استفاده شده و معمولاً از واحد رایج و نامنظم دقیقه (۶۰ ثانیه) و ساعت (۶۰ دقیقه) استفاده می‌گردد. از واحد کیلوثانیه بیشتر در مقالات علمی اخترفیزیک استفاده می‌شود.
یک کیلوثانیه طولانی‌ترین زمان مشاهده یک پاد اتم حبس شده است. (۱۴ آوریل ۲۰۱۱)